# Barraca de pedra en sec (Mas de Barberans)
La Barraca de pedra en sec és una obra de Mas de Barberans (Montsià) inclosa a l'Inventari del Patrimoni Arquitectònic de Catalunya.

## Descripció
Barraca de pedra en sec construïda a l'interior d'un pedregal. La barraca disposa d'un espai interior de 3,50 x 3,10 m; els murs fan una alçada vertical fins a 0,70 m i la falsa volta tanca a 3,10 m de terra. La porta d'accés fa 1,80 x 0,80m. A l'interior l'espai s'organitza en un sector per a corral del mul, un altre er a jaç i un pedrís.